# Премия имени А. А. Фридмана
Премия имени А. А. Фридмана — советская и российская физическая премия, присуждается за выдающиеся работы по космологии и гравитации. Носит имя профессора Александра Александровича Фридмана.
Вручалась Академией наук СССР с 1972 года за лучшие научные работы в области метеорологии. Вновь была учреждена постановлением Президиума РАН от 23 февраля 1993 года. Как правило, вручается раз в три года одному физику.

## Награждённые учёные
| Год  | Лауреат премии                      | За какие работы |
| ---- | ----------------------------------- | --- |
| 1972 | Кибель Илья Эфроимович              | За монографию «Введение в гидродинамические методы краткосрочного прогноза погоды» (издание 1957 г.) и серию работ по динамической метеорологии, опубликованных в 1958—1970 гг. |
| 1975 | Марчук, Гурий Иванович              | За цикл работ в области гидродинамических методов прогноза погоды и физики атмосферных процессов                                                                                |
| 1978 | Блинова, Екатерина Никитична        | За цикл работ «Динамика атмосферных движений планетарного масштаба. Гидродинамический долгосрочный прогноз погоды и теория климата»                                             |
| 1981 | Юдин, Михель Айзикович              | За цикл работ по гидродинамическим и статистическим методам прогноза метеорологических полей                                                                                    |
| 1984 | Обухов, Александр Михайлович        | За цикл работ по крупномасштабной динамике атмосферы |
| 1990 | Голицын, Георгий Сергеевич          | За цикл работ по исследованиям общей циркуляции атмосферы и конвекции |
| 1993 | Дымников, Валентин Павлович         | За цикл работ по теории крупномасштабных атмосферных процессов и теории климата                                                                                                 |
| 1993 | Монин, Андрей Сергеевич             | За цикл работ по теории крупномасштабных атмосферных процессов и теории климата                                                                                                 |
| 1993 | Филатов, Александр Николаевич       | За цикл работ по теории крупномасштабных атмосферных процессов и теории климата                                                                                                 |
| 1996 | Старобинский, Алексей Александрович | За серию работ по теории деситтеровской (инфляционной) стадии в ранней Вселенной и её наблюдательным проявлениям                                                                |
| 1999 | Рубаков, Валерий Анатольевич        | За серию работ «Образование барионной асимметрии Вселенной» |
| 1999 | Кузьмин, Вадим Алексеевич           | За серию работ «Образование барионной асимметрии Вселенной» |
| 2002 | Сюняев, Рашид Алиевич               | За серию работ: «Эффект понижения яркости реликтового излучения в направлении на скопления галактик»                                                                            |
| 2002 | Зельдович, Яков Борисович           | За серию работ: «Эффект понижения яркости реликтового излучения в направлении на скопления галактик»                                                                            |
| 2005 | Зыбин, Кирилл Петрович              | За цикл работ «Нелинейная теория гравитационной неустойчивости бездиссапативного холодного вещества и формирования крупномасштабной структуры Вселенной»                        |
| 2005 | Гуревич, Александр Викторович       | За цикл работ «Нелинейная теория гравитационной неустойчивости бездиссапативного холодного вещества и формирования крупномасштабной структуры Вселенной»                        |
| 2008 | Лукаш, Владимир Николаевич          | За цикл работ «Рождение возмущений плотности во Фридмановской Вселенной» |
| 2011 | Долгов, Александр Дмитриевич        | За цикл работ «Применение методов квантовой теории поля и физики элементарных частиц в космологии»                                                                              |
| 2014 | Новиков, Игорь Дмитриевич           | За цикл работ по анализу процессов в расширяющейся Вселенной, определению параметров квазаров и физике черных дыр                                                               |
| 2017 | Ткачёв, Игорь Иванович              | За цикл работ «Новые направления в космологии ранней и современной Вселенной»                                                                                                   |
| 2017 | Барвинский, Андрей Олегович         | За цикл работ «Новые направления в космологии ранней и современной Вселенной»                                                                                                   |
| 2017 | Каменщик, Александр Юрьевич         | За цикл работ «Новые направления в космологии ранней и современной Вселенной»                                                                                                   |
| 2020 | Курт, Владимир Гдалевич             | за цикл работ «Рекомбинация водорода в горячей модели Вселенной» |
| 2023 | Гальцов Дмитрий Владимирович        | за цикл работ «Новые направления в теории гравитации и космологии» |